# South Jacksonville
South Jacksonville è un villaggio degli Stati Uniti d'America, situato nello Stato dell'Illinois, nella contea di Morgan.
| Controllo di autorità | VIAF (EN) 154789083 · LCCN (EN) n82043368 · J9U (EN, HE) 987007562150005171 |